# Blizzard Entertainment
Blizzard Entertainment, Inc., kurz Blizzard, bis 1994 Silicon & Synapse und Chaos Studios, ist ein US-amerikanischer Computerspielentwickler und -publisher mit Sitz in Irvine, Kalifornien. Blizzard ist ein Teil von Activision Blizzard. Durch die Entwicklung der Computerspielreihen Warcraft, StarCraft, Diablo und Overwatch wurde das Unternehmen zu einem der bekanntesten und größten Spieleentwicklungsstudios.
Aktuell arbeitet der Spieleentwickler an neuen Inhaltspatches sowie an Overwatch 2 und Diablo IV.

## Geschichte

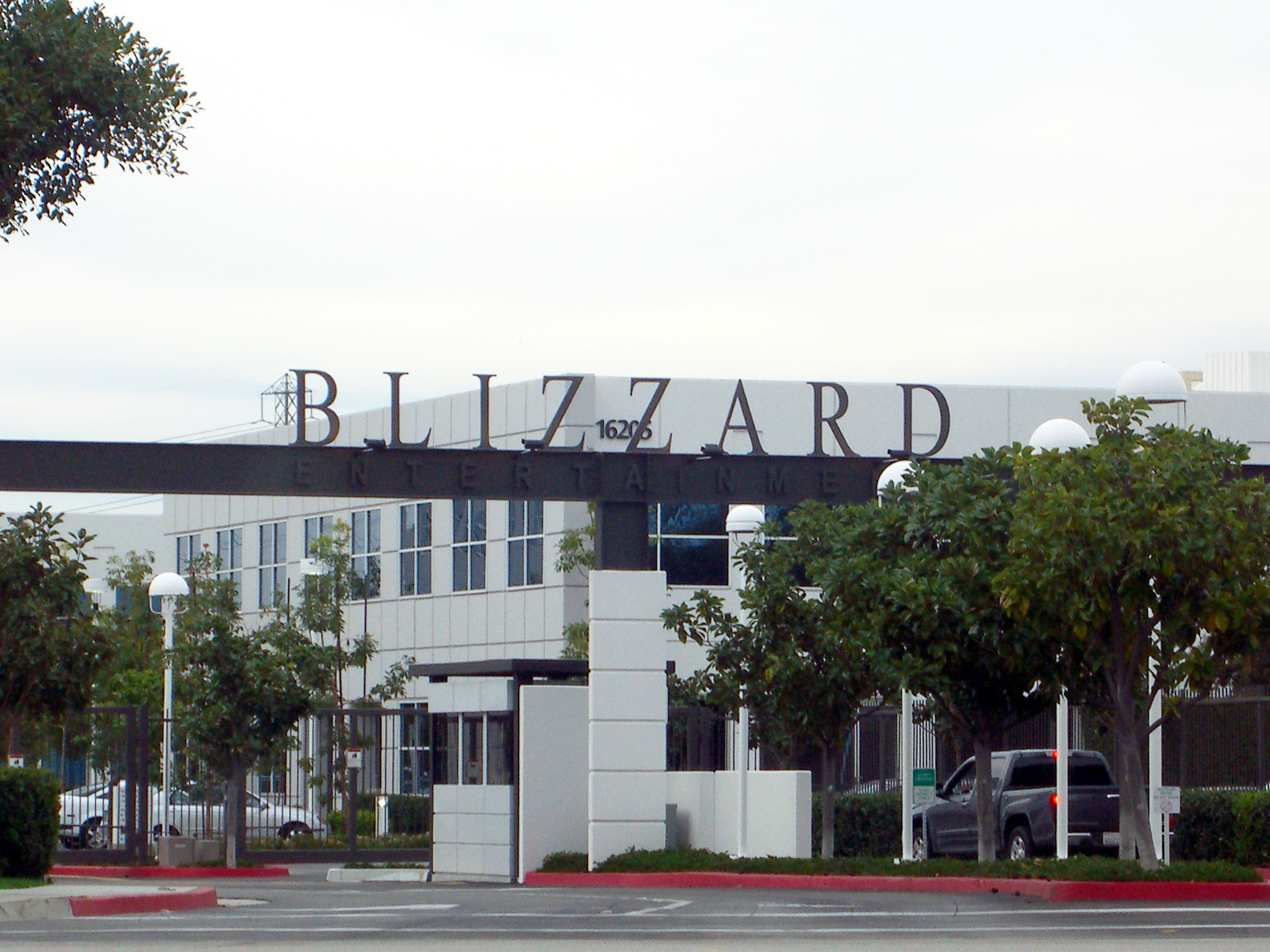
Blizzard Hauptquartier in Irvine (Kalifornien)

### Gründung, zweifache Umbenennung und erste Erfolge
Das Unternehmen wurde 1991 von Michael Morhaime, Frank Pearce und Allen Adham unter dem Namen Silicon & Synapse gegründet. Das Budget für die Spieleentwicklung war stark begrenzt, weshalb das Unternehmen zunächst bereits erhältliche Brettspiele portierte. Mit den Spielen Rock & Roll Racing und The Lost Vikings gelangen Silicon & Synapse erste Erfolge. Beide Spiele wurden von Spielern und Presse gelobt und erhielten einige Auszeichnungen.
Einige Mitarbeiter des Unternehmens verbreiteten unerlaubt Kopien von The Lost Vikings, so dass ein zweijähriger Rechtsstreit mit dem damaligen Publisher Interplay Entertainment folgte. Da dies mit einem Imageschaden endete, folgte die Umbenennung in Chaos Studios. Da bereits ein Unternehmen namens Label Chaos bestand, folgte eine erneute Umbenennung in Blizzard Entertainment. Frank Pearce erinnert sich: „Es war ein komplizierter Prozess. Wir klapperten das Lexikon ab und machten eine lange Liste mit Wörtern, und dann fingen wir an, es [die Favoriten] aufzuschreiben.“ Bei Blizzard sei das Team dann stehengeblieben. 1994 veröffentlichte Blizzard Blackthorne und The Death and Return of Superman.

### Durchbruch mitWarcraft,DiabloundStarCraftund Abspaltung von Blizzard North
Mit Warcraft: Orcs & Humans gelang dem Spieleentwickler der große Durchbruch. Während sich Blizzard auf eine Fortsetzung zu Warcraft: Orcs & Humans konzentrierte, veröffentlichte die Firma auch Justice League Task Force. 1995 wurde Warcraft II: Tides of Darkness und die von Cyberlore Studios entwickelte Erweiterung Beyond the Dark Portal veröffentlicht. Warcraft II verkaufte sich 1,2 Millionen Mal und wurde damit zum meistverkauften PC-Spiel des Jahres 1996.
Mit dem großen Erfolg konnten die letzten Schulden aus der Gründerzeit beglichen werden. Bereits Ende 1995 übernahm man Condor Inc., das bereits an dem Spiel Diablo arbeitete und fortan unter dem Namen Blizzard North firmierte. Diablo wurde 1996 veröffentlicht und wurde zum meistverkauften PC-Spiel. Zeitgleich veröffentlichte Blizzard Battle.net, das auch heute noch elementarer Bestandteil aller Blizzard-Spiele ist. Battle.net ist eine Online-Plattform, die es Spielern ermöglicht, miteinander zu spielen und zu chatten. Nach der erfolgreichen Einführung des Battle.net wurde 1999 eine Warcraft-II-Version veröffentlicht, die nun auch Battle.net-fähig war.
Mit dem 1998 veröffentlichten StarCraft verließ man die mittelalterlich wirkenden Welten von Warcraft und Diablo und wandte sich einem futuristischeren Stil zu. Im selben Jahr folgte die Erweiterung StarCraft: Brood War. Mit fast 10 Millionen verkauften Exemplaren ist es das bis heute meistverkaufte Echtzeit-Strategiespiel. 2002 wurden Warcraft III: Reign of Chaos und 2003 Warcraft III: The Frozen Throne veröffentlicht, welche beide kommerziell erfolgreich waren.
2003 verließen neun leitende Diablo-Entwickler des Tochterstudios Blizzard North das Unternehmen und gründeten das Entwicklungsstudio Flagship Studios. Grund waren Unstimmigkeiten mit dem Management. Zunehmend wehrten sich auch Benutzer gegen die Firmenpolitik, zum Beispiel aufgrund des Verbotes von alternativen Battle.net-Servern oder wegen des Einsatzes von Spyware seitens der Firma. Trotz dieser Maßnahme werden regelmäßig, am sogenannten „Judgement Day“, tausende Benutzerkonten wegen Verstößen gegen den Endbenutzer-Lizenzvertrag gesperrt.
Ende 2004 eröffnete Blizzard Niederlassungen in Europa und Korea.

### Anbruch der Ära vonWorld of Warcraft, Fusion zu Activision Blizzard und Ausbau der drei Universen
Am 23. November 2004 veröffentlichte der Spieleentwickler das MMORPG World of Warcraft. World of Warcraft zählt zu den bedeutendsten Computerspielen. Ende 2010 betrug die Abonnentenzahl zwölf Millionen. Allein im Jahr 2013 erzielte das Spiel einen Umsatz von 1041 Millionen US-Dollar und hielt einen Marktanteil von 36 % des MMORPG-Bereiches. Es hält zudem seit 2009 den Guinness-Weltrekord für das beliebteste Multiplayer-Online-Rollenspiel. Bis Juli 2012 generierte das Spiel über 10 Milliarden US-Dollar Umsatz und macht es damit zum erfolgreichsten Computerspiel.
Am 16. Januar 2007 wurde die Erweiterung The Burning Crusade veröffentlicht. Davon wurden 2,4 Millionen Exemplare verkauft und war somit nach Grand Theft Auto IV das zweitschnellste verkaufte PC-Spiel. Ende 2007 fusioniert Vivendi Games, einer 100%igen Tochter des Medienunternehmens Vivendi, mit dem US-Unternehmen Activision zu Activision Blizzard. Dabei wurde die Spielesparte von Vivendi in Activision eingegliedert, wofür Vivendi mit 52 Prozent der Anteile die Aktienmehrheit an Activision Blizzard erhielt. Auch die am 13. November 2008 erstmals unter Activision Blizzard veröffentlichte Erweiterung Wrath of the Lich King verkaufte sich in den ersten 24 Stunden 2,8 Millionen Mal und wurde damit zum schnellstverkauften PC-Spiel.
Am 27. Juli 2010 wurde StarCraft II: Wings of Liberty, die Fortsetzung von StarCraft, veröffentlicht. Das Spiel verkaufte sich innerhalb der ersten 48 Stunden 1,5 Millionen Mal. Dies machte es zum schnellsten verkauften Echtzeit-Strategiespiel. Am 7. Dezember 2010 wurde Cataclysm, die dritte Erweiterung für World of Warcraft, veröffentlicht. Sie verkaufte sich in den ersten 24 Stunden 3,3 Millionen Mal und wurde damit zum schnellstverkauften PC-Spiel. Ende Februar 2012 teilte Blizzard mit, dass weltweit 600 Mitarbeiter entlassen würden. Die größte Entlassungswelle in der Geschichte des Unternehmens wurde laut dem US-Magazin Gamasutra von Unternehmenschef Michael Morhaime mit Umstrukturierungsmaßnahmen aufgrund der sich verändernden Computerspielbranche begründet. Am 15. Mai 2012 wurde Diablo III veröffentlicht. Das Spiel verkaufte sich in den ersten 24 Stunden 3,5 Millionen Mal und wurde damit zum schnellstverkauften PC-Spiel. Bis zum August 2014 wurden 20 Millionen Exemplare des Spiels abgesetzt. Am 25. September 2012 erschien die vierte Erweiterung für World of Warcraft, Mists of Pandaria. Am 12. März 2013 veröffentlichte das Unternehmen den zweiten Teil der StarCraft-2-Trilogie, Heart of the Swarm. Am 25. Juli 2013 kündigte Activision Blizzard den Kauf von Anteilen des Mutterunternehmens Vivendi in Höhe von 429 Millionen US-Dollar an. Dadurch wurde Activision Blizzard unabhängig von Vivendi.

### Neue Spiele und neue Plattformen
Das am 11. März 2014 erschienene Spiel Hearthstone: Heroes of Warcraft ist das erste Online-Sammelkartenspiel sowie das erste Spiel für die Plattformen iOS und Android des Unternehmens. Am 25. März 2014 wurde die erste Erweiterung für Diablo III, Reaper of Souls, veröffentlicht. Kurz darauf wurde Diablo III auf PlayStation 3, PlayStation 4, Xbox 360 und Xbox One portiert, das erste Konsolenspiel des Unternehmens seit der N64-Version von StarCraft (2000). Ende 2014 wurde die fünfte Erweiterung für World of Warcraft, Warlords of Draenor, veröffentlicht. Damit war 2014 das erste Jahr seit 1994, in dem der Spieleentwickler drei Spiele veröffentlichen konnte. Mit dem am 2. Juni 2015 veröffentlichten Spiel Heroes of the Storm betrat man mit dem Multiplayer Online Battle Arena (MOBA) wieder ein neues Genre. Am 11. November 2015 wurde der dritte Teil der StarCraft 2-Trilogie, Legacy of the Void, veröffentlicht.
Ende 2014 kündigte der Spieleentwickler Overwatch an. Overwatch ist Blizzards erster teambasierter Taktik-Shooter und ist, neben dem Warcraft-, StarCraft- und Diablo-Universum, das vierte große Universum Blizzards. Overwatch ist in der Geschichte des Unternehmens das erste Spiel seit 21 Jahren, das nicht für OS X, sondern nur für Windows, PlayStation 4 und Xbox One veröffentlicht wird. Das Spiel erschien am 24. Mai 2016 und ist daher das bisher jüngste Spiel Blizzards. Blizzard produzierte in Zusammenarbeit mit den beiden Filmstudios Legendary Pictures und Universal Pictures Warcraft: The Beginning. Bei dem Film handelt es sich um die erste Realverfilmung eines Blizzard-Spiels. Der Film kam am 26. Mai 2016 in 2D, 3D und IMAX 3D in die deutschen Kinos. Legion, die sechste Erweiterung für World of Warcraft, erschien am 30. August 2016. Am 14. August 2017 erschien StarCraft: Remastered, eine Wiederveröffentlichung von StarCraft in 4K/UHD. Auf der Blizzcon 2017 wurde für World of Warcraft die bereits siebte Erweiterung Battle for Azeroth sowie World of Warcraft: Classic angekündigt. Für die anderen Spiele wurden jeweils neue Spielinhalte angekündigt. Battle for Azeroth erschien am 14. August 2018.

### Führungswechsel
Am 3. Oktober 2018 wurde bekannt gegeben, dass Mike Morhaime das Amt des Präsidenten an J. Allen Brack abgibt, der zuvor Executive Producer von World of Warcraft war. Seit diesem Zeitpunkt hat Blizzard Entertainment keinen CEO mehr.

“Nach vielen Jahren der Arbeit mit einigen der talentiertesten Köpfe der Branche, in denen wir für euch Spiele und Welten erschaffen haben, ist es an der Zeit, dass jemand anderes Blizzard Entertainment leitet. Ich werde diesem Unternehmen, das ich so sehr liebe und bewundere, weiterhin als Berater dienen. Meine Pflichten als Präsident von Blizzard werden von J. Allen Brack übernommen, meinem Freund, Kollegen, vertrauten Ratgeber und langjährigem Betreuer von World of Warcraft.”

Am 2. November 2018 erschien eine Portierung von Diablo III auf die Nintendo Switch. Dies ist seit 15 Jahren das erste Spiel Blizzards auf einer Nintendo Konsole. Auf der Blizzcon 2018 wurde Warcraft III: Reforged, eine Wiederveröffentlichung von Warcraft 3, sowie Diablo Immortal angekündigt. Diablo Immortal ist nach Hearthstone das zweite Spiel Blizzards für iOS und Android. Für alle anderen Spiele wurden neue Spielinhalte angekündigt. Die Blizzcon 2018 wurde als zutiefst enttäuschend empfunden, da die Neuankündigungen als schlicht zu schlecht aufgenommen wurden. Am 5. Oktober 2019 erschien eine Portierung von Overwatch auf die Nintendo Switch. Auf der Blizzcon 2019 wurden Diablo IV, Overwatch 2 und Shadowlands, die achte Erweiterung für World of Warcraft, angekündigt. Shadowlands erschien am 24. November 2020.
Im Juli 2021 wurde Activision Blizzard vom California Department of Fair Employment and Housing (DFEH) verklagt. Die Anklage bezieht sich auf den systematischen Umgang bei Blizzard mit Mitarbeiterinnen, der belästigend, diskriminierend und rassistisch sei. Die Anklage verweist auf einen Fall, bei dem sich eine Mitarbeiterin auf einem Ausflug mit ihrem männlichen Vorgesetzten das Leben genommen hat. Die Verstorbene war zuvor Opfer von sexueller Belästigung bei Blizzard geworden, als Nacktfotos von ihr im Büro geteilt wurden. Mitarbeiterinnen im World-of-Warcraft-Team berichten, dass Mitarbeiter und Vorgesetzte sie immer wieder anbaggern würden, unangemessene Kommentare von sich geben und Kommentare zu Vergewaltigung ablassen. Am 3. August 2021 trat J. Allen Brack von seinem Posten als Präsident zurück, die Nachfolger werden die bisherige Leiterin von Diablo und Overwatch Jen Oneal und der bisherige Vizepräsident und Manager der Technologieabteilung Mike Ybarra. Anfang November 2021 trat Jen Oneal von diesem Posten wieder zurück.

### Übernahme durch Microsoft
Am 18. Januar 2022 gab Microsoft den Kauf von Activision Blizzard für umgerechnet 60,4 Milliarden Euro bekannt. Der Handel wurde im Geschäftsjahr 2023 (beginnend im Juli 2022) abgeschlossen.
Im Juni 2022 gab Blizzard die geplante Übernahme des Unternehmens Proletariat Inc. bekannt, dem Entwickler von Spellbreak.
Microsoft ist seit dem Abschluss des Kaufs am 13. Oktober 2023 endgültig der Eigentümer von Activision Blizzard.

## Spiele
| Titel                                          | Jahr der Veröffentlichung (EU)         | Plattform(en)                                                | Genre                                  | Bemerkung                                                         |
| Veröffentlichung als Silicon & Synapse         | Veröffentlichung als Silicon & Synapse | Veröffentlichung als Silicon & Synapse                       | Veröffentlichung als Silicon & Synapse | Veröffentlichung als Silicon & Synapse                            |
| ---------------------------------------------- | -------------------------------------- | ------------------------------------------------------------ | -------------------------------------- | ----------------------------------------------------------------- |
| RPM Racing                                     | 1991                                   | SNES                                                         | Rennspiel                              |                                                                   |
| Battle Chess                                   | 1992                                   | Windows 3.x und Commodore 64                                 | Schach-Simulation                      |                                                                   |
| Battle Chess II: Chinese Chess                 | 1992                                   | Amiga                                                        | Xiangqi-Simulation                     |                                                                   |
| Microleague Baseball                           | 1992                                   | Amiga                                                        | Baseball-Simulation                    |                                                                   |
| Castles                                        | 1992                                   | Amiga                                                        | Computer-Strategiespiel                |                                                                   |
| The Lord of the Rings                          | 1992                                   | Amiga                                                        | Rollenspiel                            |                                                                   |
| The Lost Vikings                               | 1992                                   | Amiga, Amiga CD32, GBA, MS-DOS, Sega Mega Drive, SNES        | Jump ’n’ Run                           |                                                                   |
| Rock & Roll Racing                             | 1993                                   | Sega Mega Drive, SNES, GBA                                   | Rennspiel                              |                                                                   |
| Veröffentlichung als Blizzard Entertainment    |                                        |                                                              |                                        |                                                                   |
| Blackthorne                                    | 1994                                   | SNES, Sega 32X, MS-DOS, GBA, Mac OS Classic                  | Jump ’n’ Run                           |                                                                   |
| The Death and Return of Superman               | 1994                                   | SNES, Sega Mega Drive                                        | Beat ’em up                            |                                                                   |
| Warcraft: Orcs & Humans                        | 1994                                   | Mac OS, MS-DOS                                               | Echtzeit-Strategiespiel                |                                                                   |
| Justice League Task Force                      | 1995                                   | Sega Mega Drive, SNES                                        | Beat ’em up                            |                                                                   |
| Warcraft II: Tides of Darkness                 | 1995                                   | Mac OS, MS-DOS, Linux, Sega Saturn, PS, Windows              | Echtzeit-Strategiespiel                |                                                                   |
| Warcraft II: Beyond the Dark Portal            | 1996                                   | Mac OS, MS-DOS, Sega Saturn, PS, Windows                     | Echtzeit-Strategiespiel                | Erweiterung für Warcraft II: Tides of Darkness                    |
| Diablo                                         | 1996                                   | PS, Windows, Mac OS                                          | Action-Rollenspiel                     |                                                                   |
| The Lost Vikings 2                             | 1997                                   | SNES, PS, Windows, Sega Saturn                               | Jump ’n’ Run                           |                                                                   |
| StarCraft                                      | 1998                                   | Windows, Mac OS, Nintendo 64                                 | Echtzeit-Strategiespiel                |                                                                   |
| StarCraft: Brood War                           | 1998                                   | Windows, OS X                                                | Echtzeit-Strategiespiel                | Erweiterung für StarCraft                                         |
| Diablo II                                      | 2000                                   | Windows, OS X                                                | Action-Rollenspiel                     |                                                                   |
| Diablo II: Lord of Destruction                 | 2001                                   | Windows, OS X                                                | Action-Rollenspiel                     | Erweiterung für Diablo                                            |
| Warcraft III: Reign of Chaos                   | 2002                                   | Windows, OS X                                                | Echtzeit-Strategiespiel                |                                                                   |
| Warcraft III: The Frozen Throne                | 2003                                   | Windows, OS X                                                | Echtzeit-Strategiespiel                | Erweiterung für Warcraft III: Reign of Chaos                      |
| World of Warcraft                              | 2005                                   | Windows, OS X                                                | MMORPG                                 |                                                                   |
| World of Warcraft: The Burning Crusade         | 2007                                   | Windows, OS X                                                | MMORPG                                 | Erste Erweiterung für World of Warcraft                           |
| World of Warcraft: Wrath of the Lich King      | 2008                                   | Windows, OS X                                                | MMORPG                                 | Zweite Erweiterung für World of Warcraft                          |
| StarCraft II: Wings of Liberty                 | 2010                                   | Windows, OS X                                                | Echtzeit-Strategiespiel                | Erster Teil der StarCraft II-Trilogie                             |
| World of Warcraft: Cataclysm                   | 2010                                   | Windows, OS X                                                | MMORPG                                 | Dritte Erweiterung für World of Warcraft                          |
| Diablo III                                     | 2012                                   | Windows, OS X, PS3, PS4, Xbox 360, Xbox One, Nintendo Switch | Action-Rollenspiel                     |                                                                   |
| World of Warcraft: Mists of Pandaria           | 2012                                   | Windows, OS X                                                | MMORPG                                 | Vierte Erweiterung für World of Warcraft                          |
| StarCraft II: Heart of the Swarm               | 2013                                   | Windows, OS X                                                | Echtzeit-Strategiespiel                | Zweiter Teil der StarCraft II-Trilogie                            |
| Hearthstone: Heroes of Warcraft                | 2014                                   | Windows, OS X, iOS, Android                                  | Online-Sammelkartenspiel               |                                                                   |
| Diablo III: Reaper of Souls                    | 2014                                   | Windows, OS X, PS3, PS4, Xbox 360, Xbox One, Nintendo Switch | Action-Rollenspiel                     | Erweiterung für Diablo III                                        |
| World of Warcraft: Warlords of Draenor         | 2014                                   | Windows, OS X                                                | MMORPG                                 | Fünfte Erweiterung für World of Warcraft                          |
| Heroes of the Storm                            | 2015                                   | Windows, OS X                                                | MOBA                                   |                                                                   |
| StarCraft II: Legacy of the Void               | 2015                                   | Windows, OS X                                                | Echtzeit-Strategiespiel                | Dritter Teil der StarCraft II-Trilogie                            |
| Overwatch                                      | 2016                                   | Windows, PS4, Xbox One, Nintendo Switch                      | Taktik-Shooter                         |                                                                   |
| World of Warcraft: Legion                      | 2016                                   | Windows, OS X                                                | MMORPG                                 | Sechste Erweiterung für World of Warcraft                         |
| StarCraft: Remastered                          | 2017                                   | Windows, OS X                                                | Echtzeit-Strategiespiel                | Wiederveröffentlichung von StarCraft                              |
| World of Warcraft: Battle for Azeroth          | 2018                                   | Windows, OS X                                                | MMORPG                                 | Siebte Erweiterung für World of Warcraft                          |
| World of Warcraft: Classic                     | 2019                                   | Windows, OS X                                                | MMORPG                                 | Wiederveröffentlichung von World of Warcraft                      |
| Warcraft III: Reforged                         | 2020                                   | Windows, OS X                                                | Echtzeit-Strategiespiel                | Wiederveröffentlichung von Warcraft 3                             |
| World of Warcraft: Shadowlands                 | 2020                                   | Windows, OS X                                                | MMORPG                                 | Achte Erweiterung für World of Warcraft                           |
| World of Warcraft: The Burning Crusade Classic | 2021                                   | Windows, OS X                                                | MMORPG                                 | Wiederveröffentlichung von World of Warcraft: The Burning Crusade |
| Diablo 2: Resurrected                          | 2021                                   | Windows, PS4, Xbox One, Nintendo Switch                      | Action-Rollenspiel                     | Wiederveröffentlichung von Diablo II                              |
| Diablo Immortal                                | 2022                                   | iOS, Android, PC                                             | Action-Rollenspiel                     |                                                                   |
| Overwatch 2                                    | 2022                                   | Windows, PS4, Xbox One, Nintendo Switch                      | Taktik-Shooter                         |                                                                   |
| World of Warcraft: Dragonflight                | 2022                                   | Windows, OS X                                                | MMORPG                                 | Neunte Erweiterung für World of Warcraft                          |
| Diablo IV                                      | 2023                                   | Windows, PS, Xbox                                            | Action-Rollenspiel                     |                                                                   |
| Warcraft: Arclight Rumble                      | 2023                                   | iOS, Android, Windows                                        | Tower-Defense                          |                                                                   |
| World of Warcraft: The War Within              | 2024                                   | Windows, OS X                                                | MMORPG                                 | Zehnte Erweiterung für World of Warcraft                          |

## Kritik
Für seinen Umgang mit Nutzerrechten und Datenschutz erhielt Blizzard Entertainment in Deutschland und Österreich bis dato jeweils einen Big Brother Award. Der Negativpreis wurde ihnen zunächst 2005 in Österreich in der Kategorie „Kommunikation und Marketing“ verliehen. Den zweiten Big Brother Award, diesmal aus Deutschland, erhielt Blizzard 2012 in der Kategorie „Verbraucherschutz“. In der Laudatio zur Verleihung wird unter anderem konkret auf die eingebauten Überwachungsfunktionen in dem Spiel World of Warcraft eingegangen. Mit Hilfe einer speziellen Software, dem Warden, werden während der Ausführung des Spiels sowohl Arbeitsspeicher als auch andere CPU-Prozesse kontrolliert und nach Mustern bekannter Cheat-Programme durchsucht. Außerdem werden Chats zwischen den Spielern sowie der gesamte Spielverlauf protokolliert.
Insgesamt ergibt sich in der Laudatio das Bild, dass Blizzard Entertainment wiederholt versucht habe, Problemen wie z. B. dem Einsatz von Bots oder einer schlechten Kommunikationskultur in Foren mit Hilfe von technischen Änderungen zu begegnen, dabei aber die Privatsphäre der Spieler nicht ausreichend achte und ihnen keine Entscheidungsfreiheit lasse. Als ein weiteres Beispiel für diese Vorgehensweise wird der Versuch des Unternehmens angeführt, im Sommer 2010 in den hauseigenen Foren zu seinen Online-Spielen mit Real ID eine Klarnamenspflicht einzuführen, pünktlich zum Start von StarCraft II am 27. Juli. Nach massiven Protesten aus Nutzerkreisen nahm Blizzard Entertainment Abstand von seinen Plänen.
Am 8. Oktober 2019 gab Blizzard auf dem offiziellen Blog des von ihnen entwickelten Spiels Hearthstone bekannt, dass der E-Sports-Profi Wei Chung Ng (alias „blitzchung“) von der Teilnahme an den Hearthstone Grandmasters Asia-Pacific 2019 ausgeschlossen und sein gesamtes Preisgeld eingezogen werde. In einem Interview während der Live-Übertragung des Events via der Streaming-Plattform Twitch hatte er offen Sympathien für die Proteste in Hongkong 2019 geäußert und dabei auf Mandarin „Befreit Hongkong, Revolution unseres Zeitalters“ gerufen. Blizzard entfernte die Aufzeichnung des Streams daraufhin von Twitch und erhielt im Gegenzug für die Disqualifikation und den Umgang mit der Situation vielerorts scharfe Kritik, vor allem in den sozialen Netzwerken wie Twitter und Reddit. Auf der Blizzcon 2019 entschuldigte sich Präsident J. Allen Brack: „Blizzard hatte die Gelegenheit, die Welt in einem harten Hearthstone E-Sport-Moment zusammenzubringen. Das haben wir nicht getan.“ Das Unternehmen habe zu schnell entschieden und dann zu lange gewartet, um mit der Community zu sprechen. „Wir haben den hohen Standards, die wir uns selbst setzen, nicht entsprochen. Wir haben unser Ziel verfehlt. Das tut mir leid und ich übernehme die Verantwortung.“
Nach dem Bekanntwerden einer Klage aufgrund sexueller Diskriminierung und Belästigung gegen Activision Blizzard trat Brack als Präsident Blizzards im August 2021 zurück und verließ das Unternehmen. Als neue Co-Leiter wurden Jen Oneal und Mike Ybarra bestimmt.

## BlizzCon

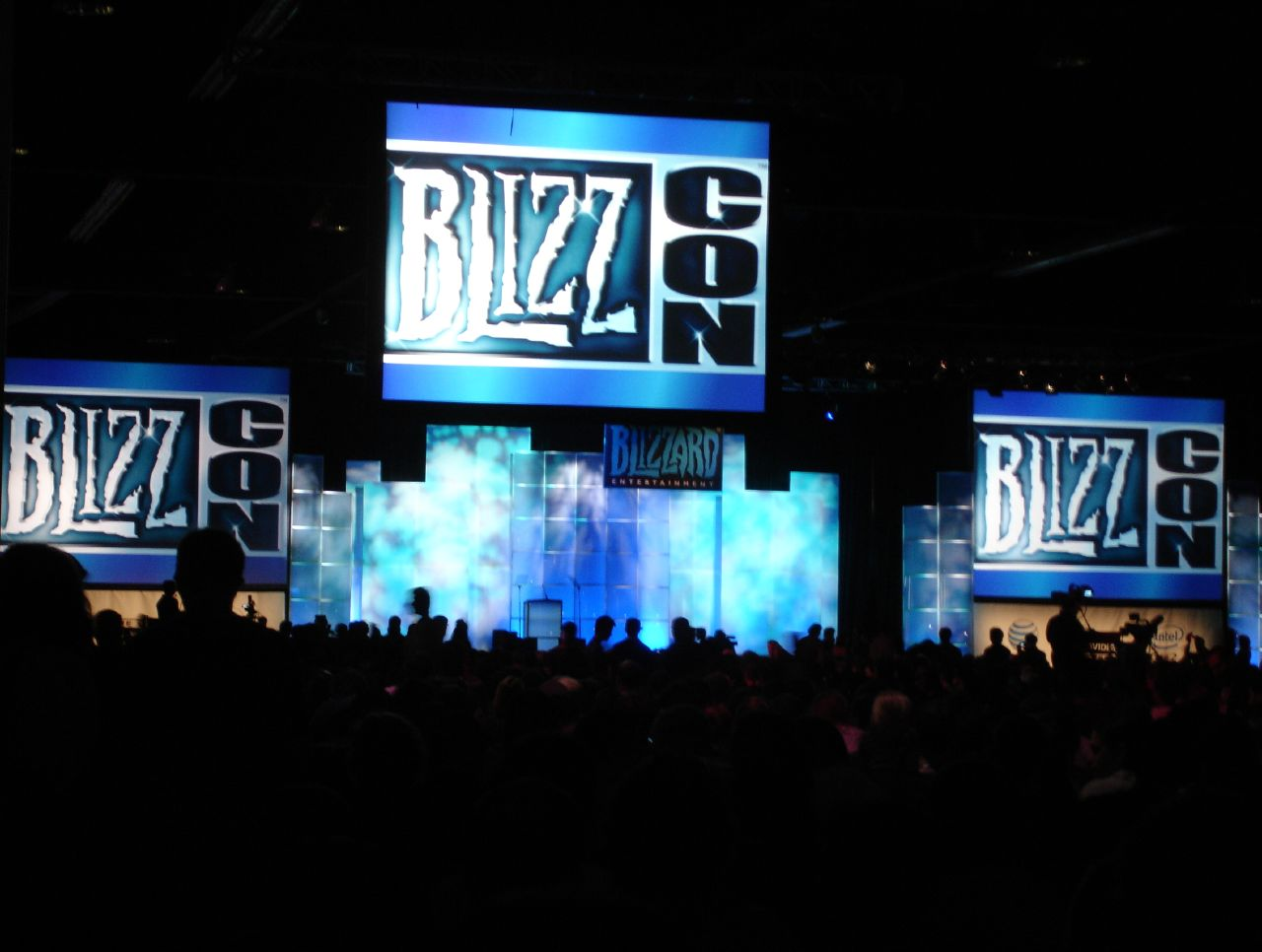
BlizzCon 2007

BlizzCon ist die hauseigene Computerspielmesse Blizzards. Auf der Messe werden neue Spiele und sonstige Neuigkeiten der Öffentlichkeit präsentiert, Turniere veranstaltet, Entwicklungsdetails vorgestellt und Spiele getestet. Es finden außerdem verschiedene Mitmachwettbewerbe statt.

## Blizzard Battle.net
Battle.net ist eine Online-Plattform, die es Spielern ermöglicht, miteinander zu spielen und zu chatten. Die Spieleplattform wurde 1996 veröffentlicht und ist auch heute noch elementarer Bestandteil aller Spiele des Unternehmens.